# Nemaschema flavovittatum
Nemaschema flavovittatum là một loài bọ cánh cứng trong họ Cerambycidae.